# 林澤飄
林澤飄（1932年—），原名林澤琛，1983年至1991年間為香港市政局觀塘東區的民選議員。其後他退出政壇進入商界，到中國大陸投資。2000年生意失敗回到香港，依靠綜援度日，甚至要流浪街頭，曾居住在九龍觀塘茶果嶺一間鐵皮屋、後經其在社區組織協會時的下屬、現立法會議員李華明協助下，獲安置在觀塘一個單身長者公屋單位。

## 生平
林澤飄於1932年出生於廣東惠州，並由1958年起於當地擔任教師。1960年他成功偷渡到香港，並於一間塑膠廠工作。其後他用了2年時間進修，因而成為衣車維修員，分別在觀塘及土瓜灣2間製衣廠輪班工作，負責衣車維修及保養。
林澤飄在香港生活初期，一直居住於木屋區及臨時房屋區，1968年與姓廖妻子結婚，其後育有兩子兩女。1978年，他參加了九龍灣的居民委員會，曾擔任主席及文書的工作。1979年他亦加入香港公屋評議會，也出任過香港社區組織協會主席。1983年，他參選香港市政局首屆民選議員，擊敗兩名具大學學歷的對手，以14,000多張選票當選，成為整個選舉得票第三高的候選人。 
林澤飄當時被視為獨立民主派人士，並積極為基層市民爭取權益，曾多次向市政局要求檢討資源分配。在其後兩屆的香港市政局選舉，均以高票獲得連任。1991年第四屆市政局選舉之前，他認為市政局過於行政主導，也不滿其他議員，並非真心為市民爭取福利，因此決定不再參選，並退出政壇。
林澤飄之後曾到中國大陸經營房地產業務，但因生意失敗於2000年返回香港，並在朋友介紹下在工廠當散工。由於收入不穩定，他只好申請綜援。其時他的妻子患上思覺失調，最後因此而離婚。他一度需要四出寄居，於2005年底才借得茶果嶺的住址暫住，而每月只有1,200港元作為生活費。
林澤飄在2006年1月2日在麗港城附近的街上遇劫，被劫去綜援金，全副身家只剩下港幣37元，但仍然抱樂觀態度去面對問題。

## 外部連結
- 《潦倒退任議員被劫綜援金》，載2006年1月3日香港《蘋果日報》